# 先师庙戏台
先师庙戏台是一座古建筑，位于山西省晋中市平遥县卜宜乡东卜宜村。
先师庙戏台的结构体现了元代建筑的特征。2003年1月15日，先师庙戏台公布为晋中市文物保护单位。2007年落架维修。